# العاصفة الرملية الهندية 2018
العاصفة الرملية الهندية 2018 هي من سلسلة العواصف الرملية القوية التي اجتاحت عدة مدن في الهند في يومي 2-3 مايو 2018 وقد أعلنت السلطات الهندية عن مقتل نحو 150 شخصا إصابه أكثر من 150 شخص.